# Oujda
Oujda este un oraș major în nord-estul Marocului, la 15 kilometrii de granița cu Algeria. Este și capitala regiunii Orientale a Marocului. Oujda are o populație de 506.224 locuitori (date oficiale 2024), plasând orașul pe locul 8 printre cele mai populate orașe din Maroc.

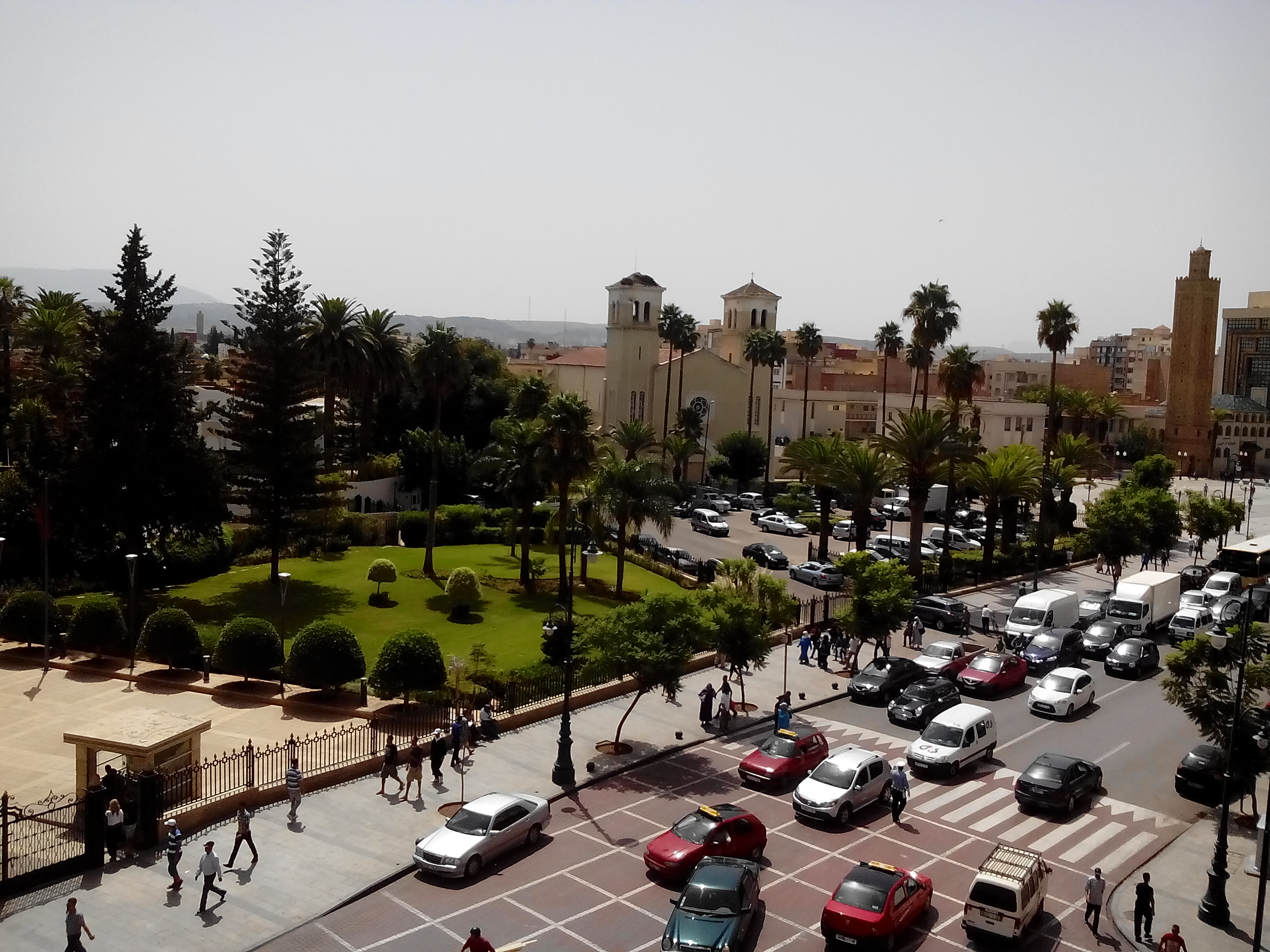
Vedere generală a orașului

## Personalități născute aici
- David Koven (n. 1955), cântăreț francez.